# Isolierschicht-Feldeffekttransistor

Beispiel eines IGFET, hier n-Kanal-MOSFET, mit einer Isolationsschicht aus Siliziumdioxid (gelb)

Isolierschicht-Feldeffekttransistor, auch „Feldeffekttransistor mit isoliertem Gate“ (englisch insulated-gate field-effect transistor, IGFET) ist die Bezeichnung für eine der beiden Obergruppen von Feldeffekttransistoren. Im Unterschied zur anderen Gruppe, den Feldeffekttransistoren mit nicht isolierter Steuerelektrode (non-insulated-gate field-effect transistor, NIGFET) wird beim IGFET der Stromfluss durch Ladungsträgerinfluenz (elektrostatische Induktion) über ein vom leitfähigen Kanal elektrisch isoliertes Gate gesteuert.
IGFETs werden alternativ auch nach der typischen Schichtstruktur (Metall-Isolator-Halbleiter, engl. metal insulator semiconductor, MIS) als MISFETs bezeichnet. Häufig wird die Abkürzung des populärsten Vertreters dieser Obergruppe, dem MOSFET (Metall-Oxid-Halbleiter-FET), als Synonym für IGFET bzw. MISFET benutzt. Dies ist in der Entwicklungsgeschichte der Mikroelektronik begründet, bei der Siliziumdioxid auch heute (2013) noch das meistverwendete Material für das Gate-Oxid ist. Die Verwendung eines Oxids für die Isolationsschicht (sei es Siliziumdioxid oder neuere High-k-Materialien wie Hafniumdioxid) ist jedoch nur eine Möglichkeit. Alternative Materialien sind Siliziumnitrid, Polymere (bei neueren auf organischen Halbleitern basierenden Schaltkreisen) oder Kombinationen aus verschiedenen Materialien (beispielsweise Nitrid und Oxid, wie beim Metall-Nitrid-Oxid-Halbleiter-FET, MNOSFET).
Man unterscheidet im Wesentlichen folgende Feldeffekttransistorarten (mit isoliertem Gate, IGFETs):
- Metall-Isolator-Halbleiter-Feldeffekttransistor (MISFET)
  - Metall-Oxid-Halbleiter-Feldeffekttransistor (MOSFET)
  - Organischer Feldeffekttransistor (OFET)
- chemisch sensitiver Feldeffekttransistor (engl. chemical field-effect transistor, ChemFET)
  - Ionensensitiver Feldeffekttransistor (ISFET)
  - Enzym-Feldeffekttransistor (ENFET)
  - electrolyte-oxide-semiconductor field-effect transistor (EOSFET)
- Kohlenstoff-Nanoröhren-Feldeffekttransistor (CNTFET)

→ Hauptartikel zur Funktionsweise: Metall-Oxid-Halbleiter-Feldeffekttransistor